# Тревър Тейлър
Тревър Тейлър (на английски: Trevor Taylor) е бивш пилот от Формула 1.
Роден на 26 декември 1936 година в Шефилд, Великобритания.

## Формула 1
Тревър Тейлър прави своя дебют във Формула 1 в Голямата награда на Великобритания през 1959 година. В световния шампионат записва 29 състезания като се класира един път на подиума и събира 8 точки, състезава се за три отбора.